# Ratchet & Clank: Rift Apart
Ratchet & Clank: Rift Apart (Ratchet & Clank: Una dimensió a part) és un videojoc de plataformes desenvolupat per Insomniac Games i distribuït per Sony Interactive Entertainment. El videojoc va ser llançat en exclusiva per a PlayStation 5.
Es juga des d'una perspectiva en tercera persona, igual que les entregues anteriors. Va ser anunciat en l'esdeveniment de revelació de PlayStation 5 al juny de 2020.
És el primer joc de la franquícia Ratchet & Clank desenvolupat per a PlayStation 5.
Fins al 18 de juliol del 2021, el joc ha venut més d'1,1 milions de còpies a tot el món.

## Argument
Ratchet & Clank: Rift Apart explora la història de Ratchet & Clank mentre travessen mons nous i antics en diferents dimensions per salvar l'univers del devastador pla del Dr. Nefarious per danyar l'estructura de l'espai i el temps.

## Recepció
Ratchet & Clank: Rift Apart va obtenir crítiques "generalment favorables" segons les ressenyes de Metacritic, que li va atorgar una puntuació de 88 sobre 100 segons les ressenyes de 126 crítics.